# Dreizehn Klassiker
Die Dreizehn Klassiker (chinesisch 十三經, Pinyin Shisan jing) sind ein klassischer Textkanon im Konfuzianismus. Die konfuzianischen Klassiker wurden größtenteils nicht von Konfuzius (Kongzi 孔子) selbst redigiert, sondern von seinen Schülern, teilweise erst in der Han-Zeit, als der Konfuzianismus zur Staatsphilosophie erhoben wurde. Teilweise stammen sie auch aus älteren, vorkonfuzianischen Überlieferungen.
Seit der Song-Zeit bildeten die Dreizehn Klassiker die Grundlage für die kaiserlichen Beamtenprüfungen. Anwärter für ein öffentliches Amt mussten die in ihnen enthaltenen rund 600.000 Schriftzeichen auswendig lernen.
Die Zusammenstellung der Dreizehn Klassiker nahm ihren Ausgangspunkt in den größtenteils vorkonfuzianischen Fünf Klassikern (五經 Wujing):
1. Yijing 易經 – Das Buch der Wandlungen
2. Shijing 詩經 – Das Buch der Lieder
3. Shujing 書經 (auch Shangshu 尚書) – Das Buch der Urkunden
4. Liji 禮記 (auch Lijing 禮經) – Das Buch der Riten
5. Chunqiu 春秋 – Die Frühlings- und Herbstannalen

Bis zur Tang-Zeit war häufig von Neun Klassikern (jiujing 九經) die Rede, deren Zusammenstellung aber im Einzelnen variierte. Unter Kaiser Taizong wurden das Buch der kindlichen Pietät Xiaojing und das Wörterbuch Erya zu Klassikern erhoben.
Unter Berücksichtigung dieser beiden Werke finden sich auf den von Kaiser Wenzong in Auftrag gegebenen Steinstelen insgesamt zwölf kanonische Schriften des Konfuzianismus. Seit der Song-Zeit waren schließlich – nun unter Einbeziehung des Mengzi – die Dreizehn Klassiker als Kanon etabliert:
1. Yijing 易經 – Das Buch der Wandlungen
2. Shijing 詩經 – Das Buch der Lieder
3. Shujing 書經 (Shangshu  尚書) – Das Buch der Urkunden
4. Liji 禮記 (Lijing 禮經) – Das Buch der Riten
5. Zhouli 周禮 – Riten der Zhou [im Buch der Riten enthalten]
6. Yili 儀禮 – Etikette und Riten [im Buch der Riten enthalten]
7. Chunqiu 春秋 – Die Frühlings- und Herbstannalen einschließlich Zuozhuan 左傳 (in den Text des Chunqiu eingeschobener Kommentar des Zuo)
8. Gongyangzhuan 公羊傳 – Kommentar des Gongyang Gao 公羊高 zum Chunqiu
9. Guliang Zhuan 穀梁傳 – Kommentar des Guliang Shu 穀梁淑 zum Chunqiu
10. Lunyu 論語 – Die Analekten des Konfuzius
11. Xiaojing 孝經 – Klassiker der kindlichen Pietät
12. Erya 爾雅 – Annäherung an das Angemessene
13. Mengzi 孟子 – Buch des Mengzi

Die vom neokonfuzianischen Gelehrten Zhu Xi um 1190 zusammengestellten „Vier Bücher“ (四書 / 四书 Sishu), die mit den Fünf Klassikern ebenfalls oft als konfuzianischer Kanon genannt werden, weichen hiervon etwas ab: Neben den Lehrreden des Konfuzius und des Mengzi sind hierin noch „Das Große Lernen“ (大學 Daxue) sowie „Maß und Mitte“ (中庸 Zhongyong) enthalten, zwei Kapitel des Buches der Riten, die sich nach Zhu Xi besonders als Einführung in die konfuzianische Lehre eignen sollen.